# 翹皮似美花介
翹皮似美花介（学名：Paracytheridea tschoppi）为似美花介科似美花介屬下的一个种。